# 1873 au Québec
Cet article traite des événements survenus en 1873 au Québec. 

## Événements

### Février
- 1er février : le Palais de Justice de Québec est détruit par un incendie[1].
- 5 février : nommé agent de la Commission seigneuriale, le conservateur Jacques-Philippe Rhéaume (en) démissionne de son poste de député de Québec-Est[2].
- 11 février : René-Édouard Caron succède à Narcisse-Fortunat Belleau au poste de lieutenant-gouverneur du Québec[2].
- 12 février : Francis Cassidy est élu sans opposition à la mairie de Montréal[3].
- 20 février : le député conservateur fédéral du Comté de Québec Pierre-Joseph-Olivier Chauveau est nommé au Sénat à Ottawa.
- 24 février : le candidat libéral dans Québec-Est, Charles-Alphonse-Pantaléon Pelletier est victime d'un attentat armé lors de sa mise en candidature. Un opposant lui a tiré dessus mais il s'en tire sans blessure[4].
- 25 février : nommé à la présidence du sénat du Canada, le premier ministre Pierre-Joseph-Olivier Chauveau démissionne[2].
- 27 février : le gouvernement du nouveau premier ministre Gédéon Ouimet est assermenté. Joseph-Adolphe Chapleau entre au cabinet comme solliciteur général[2].

### Mars
- 4 mars : 
  - Charles-Alphonse-Pantaléon Pelletier remporte l'élection partielle de Québec-Est[2].
  - selon le dernier recensement, le Québec a maintenant 1 004 401 habitants. La population de Montréal est maintenant de 107 225 et celle de Québec de 59 699[5].
- 12 mars : Joseph-Adolphe Chapleau est réélu sans opposition dans son district de Terrebonne[2].
- 20 mars : l'Hôtel Saint James, situé sur la Place Victoria à Montréal, est la proie des flammes[6].
- 21 mars : le conservateur Pierre Garneau est élu sans opposition lors de l'élection partielle de Québec-Comté[2].
- 28 mars : le conservateur Joseph-Philippe-René-Adolphe Caron remporte l'élection partielle fédérale du Comté de Québec à la suite de la nomination de Pierre-Joseph-Olivier Chauveau au Sénat à Ottawa.

### Avril
- 2 avril : le député fédéral de Shefford, Lucius Seth Huntington, déclare en Chambre être en mesure de prouver que des ministres conservateurs ont promis par écrit à l'homme d'affaires Hugh Allan le contrat de construction du chemin de fer du Canadien Pacifique en échange de grosses contributions à leur caisse électorale à la veille des dernières élections fédérales. C'est le début de ce que l'on a appelé le scandale du Pacifique[7].
- 7 avril : Pierre Fortin, commissaire provincial des Terres de la Couronne, est réélu sans opposition dans le district de Gaspé[2].

### Mai
- 1er mai : Édouard-Charles Fabre est sacré évêque coadjuteur de Montréal.
- 3 mai : la Chambre des communes adopte une loi interdisant aux députés de se présenter à la fois aux législatures fédérale et provinciale[2].
- 18 mai : un concile national tenu à Québec discute de la question scolaire[8].
- 20 mai : le leader conservateur Georges-Étienne Cartier meurt à Londres des suites d'une longue maladie[9].

### Juin
- 13 juin : Georges-Étienne Cartier est inhumé au cimetière Côte-des-Neiges de Montréal à la suite d'obsèques grandioses.
- 20 juin : Aldis Bernard succède à Francis Cassidy à la mairie de Montréal à la suite d'élections aux résultats serrés.

### Juillet
- 1er juillet : l'Île-du-Prince-Édouard devient la septième province du Canada.
- 10 juillet : le député conservateur fédéral de Laval Joseph-Hyacinthe Bellerose est nommé au Sénat à Ottawa.
- 12 juillet : le libéral Élie-Hercule Bisson (en) remporte l'élection partielle de Beauharnois[2].
- 13 juillet : Étienne Parent annonce sa retraite comme sous-secrétaire d'État[10].
- 18 juillet : le Montreal Herald révèle que Georges-Étienne Cartier a été impliqué directement dans le scandale du Pacifique, demandant à la compagnie de Hugh Allan 20 000 $ pour lui-même et 10 000 $ pour le premier ministre John A. Macdonald. De son côté, le ministre des Postes, Hector-Louis Langevin, a exigé 25 000 $[11].
- Fin juillet : inauguration du chemin de fer Intercolonial qui se rend maintenant de Montréal à Rimouski.

### Août
- 4 août : une assemblée libérale a lieu à Kamouraska pour discuter des éventuelles conséquences du scandale du Pacifique sur l'avenir du gouvernement Macdonald[12].
- 8 août : le contrat de construction du chemin de fer du Nord devant mener à Saint-Jérôme est rendu public. Les travaux devront commencer avant le 1er septembre 1873 et se terminer le 30 septembre 1875. La longueur du chemin de fer sera de 142 milles et le taux moyen de construction est fixé à 29 500 $ par mille[13]. (Le P’tit train du nord)
- 14 août : une commission d'enquête chargée de faire la lumière sur le scandale du Pacifique est créée[14].
- 19 août : un incendie, qui a éclaté dans une manufacture de meubles près de la rivière Saint-Charles à Québec, dévaste un pâté de maisons du quartier Saint-Roch[15].
- 22 août : le conservateur John Wait McGauvran (en) remporte l'élection partielle de Montréal-Ouest[2].

### Septembre
- 13 septembre : l'ancien chef métis Louis Riel est élu député de Provencher (Manitoba)[16].
- 17 septembre : Hugh Allan comparait devant la commission d'enquête sur le contrat du Canadien Pacifique.

### Octobre
- 12 octobre : Laurent-Olivier David démissionne de son poste de rédacteur à L'Opinion publique à cause de dissensions politiques entre lui et ses collègues[17].
- 21 octobre : la rumeur court que Louis Riel sera à Montréal le lendemain. Certaines loges orangistes adoptent des résolutions demandant au gouvernement de le faire arrêter dès son arrivée. Finalement, Riel ne viendra pas[18].
- 23 octobre : dans un rapport au gouverneur général, le premier ministre Macdonald reconnaît qu'il a bien reçu 25 000 $ de Hugh Allan mais qu'il n'a rien promis en échange[19].
- 24 octobre : la ville de Hull adopte des résolutions de sympathie envers Riel. Plusieurs hommes politiques demandent l'amnistie pour toutes les personnes qui ont été impliquées dans la crise de 1870 au Manitoba[20].
- 28 octobre : le conservateur Joseph-Aldéric Ouimet remporte l'élection partielle fédérale de Laval à la suite de la nomination de Joseph-Hyacinthe Bellerose au Sénat à Ottawa.

### Novembre
- 5 novembre : n'ayant plus l'appui d'une majorité de la Chambre, John A. Macdonald annonce sa démission.
- 7 novembre : le gouvernement du premier ministre libéral Alexander Mackenzie est assermenté[21].
- 19 novembre : Télesphore Fournier démissionne comme député libéral provincial de Montmagny, la loi lui interdisant désormais le double mandat à Ottawa et Québec[2].

### Décembre
- 4 décembre : ouverture de la troisième session de la 2e législature. Le discours du Trône annonce une aide pour la colonisation et les chemins de fer[22].
- 16 décembre : le libéral François Langelier remporte l'élection partielle provinciale de Montmagny[2].
- 19 décembre : la session est ajournée pour les Fêtes.

## Naissances
- 4 février - Étienne Desmarteau (athlète) († 29 octobre 1905)
- 2 mai - Henry Lemaître Auger (professeur, homme d'affaires et homme politique) († 10 juin 1948) (né aux États-Unis, arrivé au Canada en 1878)
- 30 juin - Clément Robitaille (homme politique)`(† 16 janvier 1932)
- 1 juillet - Joseph Allard  († 14 novembre 1947)
- 14 août - Oscar Auger (écrivain et maire de Québec) († 19 avril 1942)
- 21 novembre - Aimé Bénard (en) (homme politique) († 8 janvier 1938)

## Décès
- 1er mars - Robert Nelson (homme politique) (º 8 août 1793)
- 11 mars - Charles-Honoré Laverdière (historien) (º 23 octobre 1826)
- 14 avril - David Morrison Armstrong (marchand et homme politique) (º 1805)
- 15 mai - William James Anderson (en) (historien et physicien) (º 2 novembre 1812)
- 20 mai - Georges-Étienne Cartier (homme politique) (º 6 septembre 1814)
- 28 mai - Thomas Brown Anderson (en) (ancien président de la banque de Montréal) (º juin 1796)
- 14 juin - Francis Cassidy (maire de Montréal) (º 17 janvier 1823)
- 5 novembre - Joseph Dufresne (homme politique) (º 2 février 1805)

### Articles généraux
- Chronologie de l'histoire du Québec (1867 à 1899)
- L'année 1873 dans le monde

### Articles sur l'année 1873 au Québec
- Scandale du Pacifique
- Gouvernement Gédéon Ouimet